# Macairea lasiophylla
Macairea lasiophylla là một loài thực vật có hoa trong họ Mua. Loài này được (Benth.) Wurdack mô tả khoa học đầu tiên năm 1966.